# Noordwest-Saksisch voetbalkampioenschap 1926/27
In 1926/27 werd het 26ste voetbalkampioenschap van Noordwest-Saksen gespeeld, dat georganiseerd werd door de Midden-Duitse voetbalbond. VfB Leipzig werd kampioen en plaatste zich voor de Midden-Duitse eindronde. De club versloeg Wacker Gera, Plauener SuBC, SC 06 Oberlind en Chemnitzer BC en werd kampioen. 
Hierdoor plaatste de club zich voor de eindronde om de Duitse landstitel. De club versloeg eerst Breslauer FV 06 en werd dan door TSV 1860 München verslagen.

## 1. Klasse
| Plaats | Club                         | Wed. | W  | G | V  | Saldo | Ptn.  |
| ------ | ---------------------------- | ---- | -- | - | -- | ----- | ----- |
| 1.     | VfB Leipzig 1893             | 18   | 16 | 1 | 1  | 61:21 | 33:3  |
| 2.     | SV Fortuna Leipzig 02        | 18   | 15 | 1 | 2  | 62:31 | 31:5  |
| 3.     | SV Eintracht 04 Leipzig      | 18   | 9  | 1 | 8  | 26:24 | 19:17 |
| 4.     | SC Wacker 1895 Leipzig       | 18   | 8  | 3 | 7  | 42:40 | 19:17 |
| 5.     | FC Viktoria 03 Leipzig       | 18   | 6  | 5 | 7  | 37:37 | 17:19 |
| 6.     | FC Sportfreunde 1900 Leipzig | 18   | 6  | 2 | 10 | 42:52 | 14:22 |
| 7.     | VfTuB 1905 Leipzig           | 18   | 7  | 0 | 11 | 33:46 | 14:22 |
| 8.     | BC Arminia 1903 Leipzig      | 18   | 4  | 4 | 10 | 35:49 | 12:24 |
| 9.     | SpVgg 1899 Leipzig-Lindenau  | 18   | 6  | 0 | 12 | 31:48 | 12:24 |
| 10.    | BV Olympia-Germania Leipzig  | 18   | 4  | 1 | 13 | 33:54 | 9:27  |

|  | Kampioen, geplaatst voor Midden-Duitse eindronde |
|  | Degradatie                                       |

## 2. Klasse
| Plaats | Club                         | Wed. | Saldo  | Ptn.  |
| ------ | ---------------------------- | ---- | ------ | ----- |
| 1.     | FC Sportfreunde Markranstädt | 18   | 111:16 | 34:2  |
| 2.     | FC Concordia Delitzsch       | 18   | 65:41  | 26:10 |
| 3.     | Leipziger BC 1893            | 18   | 61:36  | 25:11 |
| 4.     | SV Corso 02 Leipzig          | 18   | 38:39  | 18:18 |
| 5.     | Leipziger SV 1899            | 18   | 30:32  | 16:20 |
| 6.     | SV Pfeil 05 Wahren           | 18   | 34:48  | 16:20 |
| 7.     | SC Marathon-Westens Leipzig  | 18   | 39:60  | 14:22 |
| 8.     | VfB Zwenkau 02               | 18   | 37:60  | 11:25 |
| 9.     | SV Helios 02 Leipzig         | 18   | 38:87  | 11:25 |
| 10.    | Sturm Leutzsch               | 18   | 39:73  | 9:27  |

|  | Kampioen, promotie |
|  | Degradatie         |